# 江西町 (津島市)
江西町（えにしちょう）は、愛知県津島市の地名。現行行政地名は江西町一丁目から江西町四丁目。

## 地理
津島市西部に位置する。東は大和町・江東町、西は下新田町、南は老松町、北は一本木町に接する。

## 歴史

### 沿革
- 1953年（昭和28年） - 津島市大字向島の一部により、同市江西町として成立[1]。

## 世帯数と人口
2018年（平成30年）1月1日現在の世帯数と人口は以下の通りである。
| 丁目         | 世帯数  | 人口  |
| ------------ | ------- | ----- |
| 江西町一丁目 | 89世帯  | 126人 |
| 江西町二丁目 | 54世帯  | 138人 |
| 江西町三丁目 | 52世帯  | 131人 |
| 江西町四丁目 | 79世帯  | 180人 |
| 計           | 274世帯 | 575人 |

### 人口の変遷
国勢調査による人口の推移
| 1995年（平成7年）  | 532人 | [ 7 ]  |  |
| 2000年（平成12年） | 650人 | [ 8 ]  |  |
| 2005年（平成17年） | 606人 | [ 9 ]  |  |
| 2010年（平成22年） | 610人 | [ 10 ] |  |
| 2015年（平成27年） | 602人 | [ 11 ] |  |

## 学区
市立小・中学校に通う場合、学区は以下の通りとなる。また、公立高等学校に通う場合の学区は以下の通りとなる。
| 丁目         | 番・番地等 | 小学校           | 中学校             | 高等学校 |
| ------------ | ---------- | ---------------- | ------------------ | -------- |
| 江西町一丁目 | 全域       | 津島市立西小学校 | 津島市立天王中学校 | 尾張学区 |
| 江西町二丁目 | 全域       | 津島市立西小学校 | 津島市立天王中学校 | 尾張学区 |
| 江西町三丁目 | 全域       | 津島市立西小学校 | 津島市立天王中学校 | 尾張学区 |
| 江西町四丁目 | 全域       | 津島市立西小学校 | 津島市立天王中学校 | 尾張学区 |

## 交通

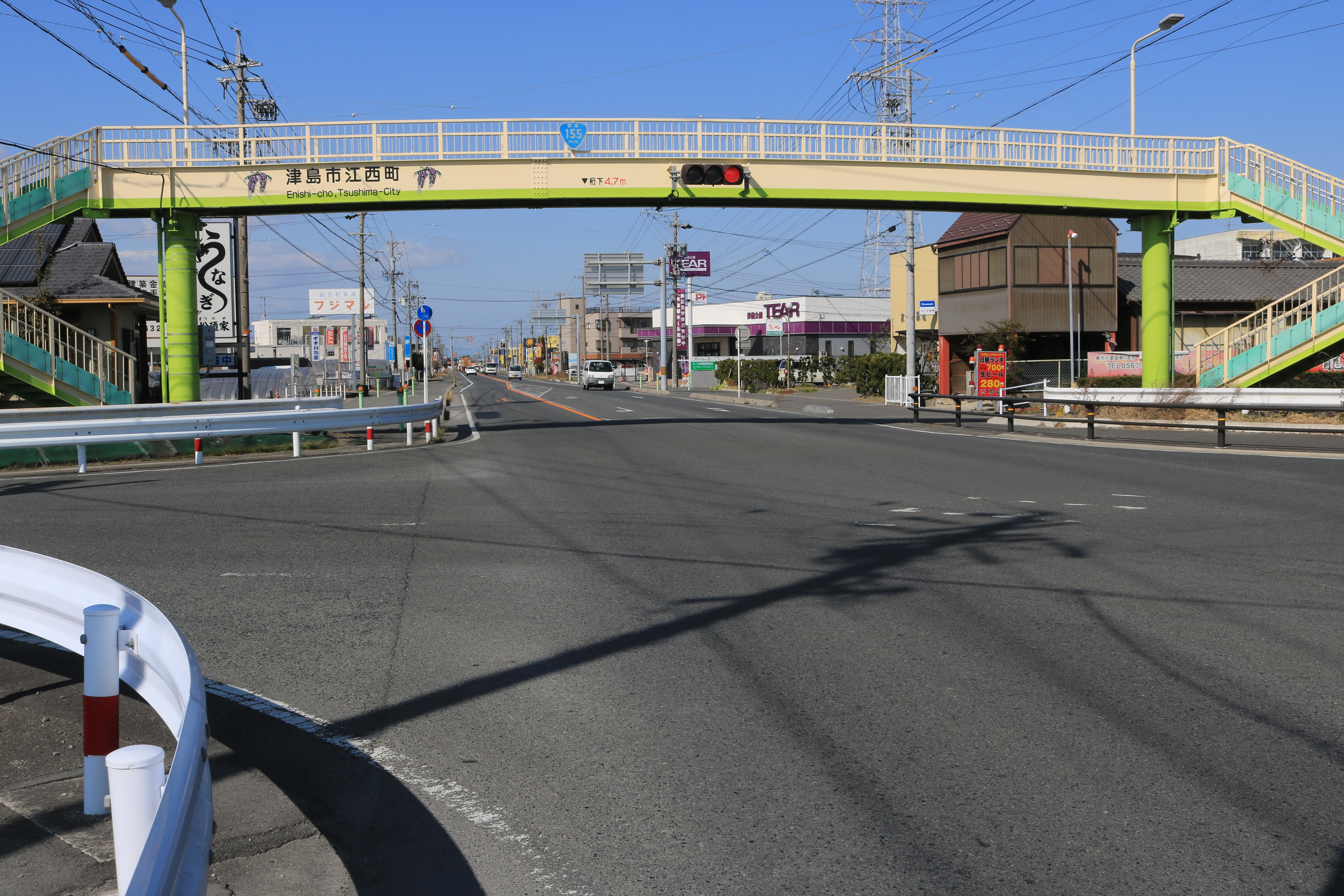
国道155号、愛知県道68号名古屋津島線、愛知県道119号津島立田海津線との江西交差点

- 国道155号[6]

## その他

### 日本郵便
- 郵便番号 : 496-0874[4]（集配局：津島郵便局[14]）。